# 達文冰原島峰
70°54′S 65°20′E / 70.900°S 65.333°E
達文冰原島峰（英語：Davern Nunatak）是南極洲的冰原島峰，位於麥克羅伯特森地，屬於查爾斯王子山脈中阿拉米斯山脈的一部分，處於比舍山以西3公里，根據澳大利亞探險隊拍攝的空中照片繪入地圖，現時由南極條約體系管理。